# Innovación abierta

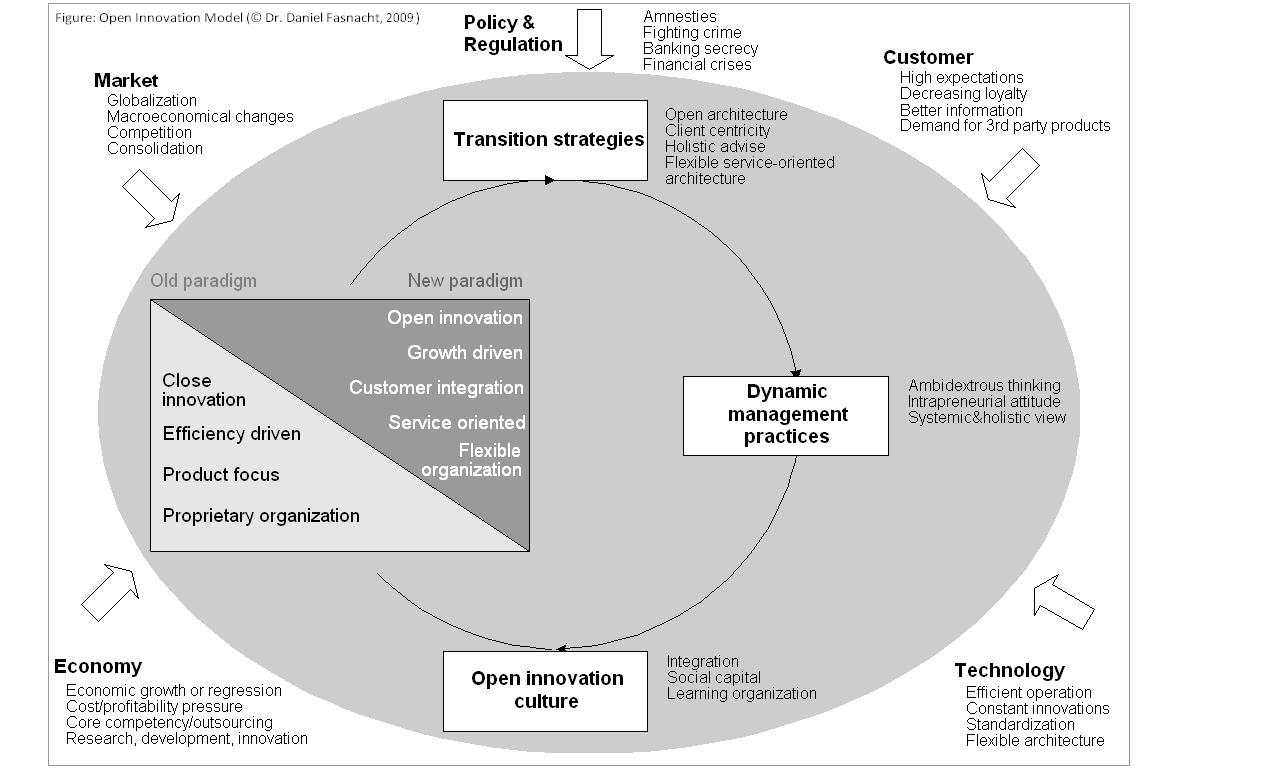
Modelo de Innovación Abierta

La innovación abierta es un término utilizado para promover una mentalidad de la era de la información hacia la innovación que va en contra de la mentalidad de silo y secreto de los laboratorios de investigación corporativos tradicionales. Los beneficios y las fuerzas impulsoras detrás de una mayor apertura se han señalado y discutido desde la década de 1960, especialmente en lo que respecta a la cooperación entre empresas en I+D.
El uso del término 'innovación abierta' en referencia a la adopción cada vez mayor de la cooperación externa en un mundo complejo ha sido promovido en particular por Henry Chesbrough, profesor adjunto y director de la facultad del Centro de Innovación Abierta de la Escuela de Negocios Haas de la Universidad de California, y Maire Tecnimont Presidenta de Innovación Abierta en Luiss.
Esto significa combinar su conocimiento interno con el externo para sacar adelante los proyectos de estrategia y de I+D. En este contexto universidades y centros de investigación cobran especial relevancia dentro del ecosistema de agentes con los que se relaciona la organización. En cierto sentido la innovación abierta incorpora inteligencia colectiva.

## Concepto
Las innovaciones a menudo tienden a ser producidas por personas externas o empresas emergentes, en lugar de organizaciones existentes. La idea central de la innovación abierta es que, en un mundo de conocimiento ampliamente distribuido, las empresas no pueden depender únicamente de su propia investigación, sino que deben comprar o licenciar procesos o invenciones de otras empresas. Esto se denomina innovación abierta entrante. Además, las invenciones internas que no se utilizan en el negocio de una empresa deben sacarse de la empresa (por ejemplo, a través de licencias, empresas conjuntas o empresas derivadas). Esto se llama innovación abierta saliente.
El paradigma de la innovación abierta va más allá del uso de fuentes externas de innovación, como clientes, empresas rivales e instituciones académicas, y puede ser tanto un cambio en el uso, la gestión y el empleo de la propiedad intelectual. En este sentido, se entiende como el fomento y exploración sistemáticos de una amplia gama de fuentes internas y externas de oportunidades innovadoras, la integración de esta exploración con capacidades y recursos firmes, y la explotación de estas oportunidades a través de múltiples canales.

## Ventajas
La innovación abierta ofrece varios beneficios a las empresas que operan en un programa de colaboración global:
- Reducción del costo de realizar investigación y desarrollo.
- Potencial de mejora en la productividad del desarrollo
- Incorporación de clientes al inicio del proceso de desarrollo
- Aumento de la precisión para la investigación de mercado y la orientación de clientes
- Mejorar el desempeño en la planificación y entrega de proyectos[5]
- Potencial de sinergia entre innovaciones internas y externas
- Potencial de marketing viral[7]
- Transformación digital mejorada
- Potencial para modelos de negocio completamente nuevos
- Aprovechamiento de los ecosistemas de innovación[8]

## Riesgos
La implementación de un modelo de innovación abierta se asocia naturalmente con una serie de riesgos y desafíos, que incluyen:
- Posibilidad de revelar información no destinada a ser compartida
- Posibilidad de que la organización anfitriona pierda su ventaja competitiva como consecuencia de revelar la propiedad intelectual
- Mayor dificultad para controlar la innovación y regular cómo los contribuyentes afectan un proyecto
- Idear un medio para identificar e incorporar adecuadamente la innovación externa
- Realinear las estrategias de innovación para que se extiendan más allá de la empresa con el fin de maximizar el retorno de la innovación externa[6][7]

## Innovación abierta y políticas industriales
Los efectos positivos de la colaboración hacen que la innovación abierta esté presente en las políticas industriales de base territorial, ya que son un instrumento destacado para dinamizar clústers y mejorar la innovación en sistemas territoriales concretos.

## Ejemplos
- Artículo sobre la innovación abierta: "La innovación abierta está en boca de todos, pero ¿a qué viene tanto revuelo?".
- El fenómeno de la Open Innovation. Archivado el 31 de enero de 2011 en Wayback Machine.

- Datos: Q1469997